# Vrbické jezero
Vrbické jezero je turisticky a rekreačně vyhledávaný písník, který se nachází mezi dálnicí D1, řekou Odrou, Vrbicí (místní část města Bohumín) a Vrbickou stružkou v okrese Karviná v Moravskoslezském kraji. Na místě se těžil štěrkopísek a jeho zatopením vzniklo antropogenní jezero s několika malými ostrovy a poloostrovy. V současnosti plní funkce přírodní, rekreační a rybolovné. V sezóně je možnost využít pláž, koupat se nebo si půjčit loď či šlapadlo. Vstup na Vrbické jezero není zpoplatněn. Koupání a provozování sportovních aktivit je jen na vlastní nebezpečí.
Vrbické jezero je od roku 2008 součástí ptačí oblasti a evropského systému významných chráněných území Natura 2000. Na jezeře zimují, migrují či hnízdí početné populace ptáků.
V roce 2021 bylo na Vrbickém jezeře vybudováno malé molo s přístavištěm a ekomolo pro ptáky. K jezeru vede také cyklostezka.

## Galerie

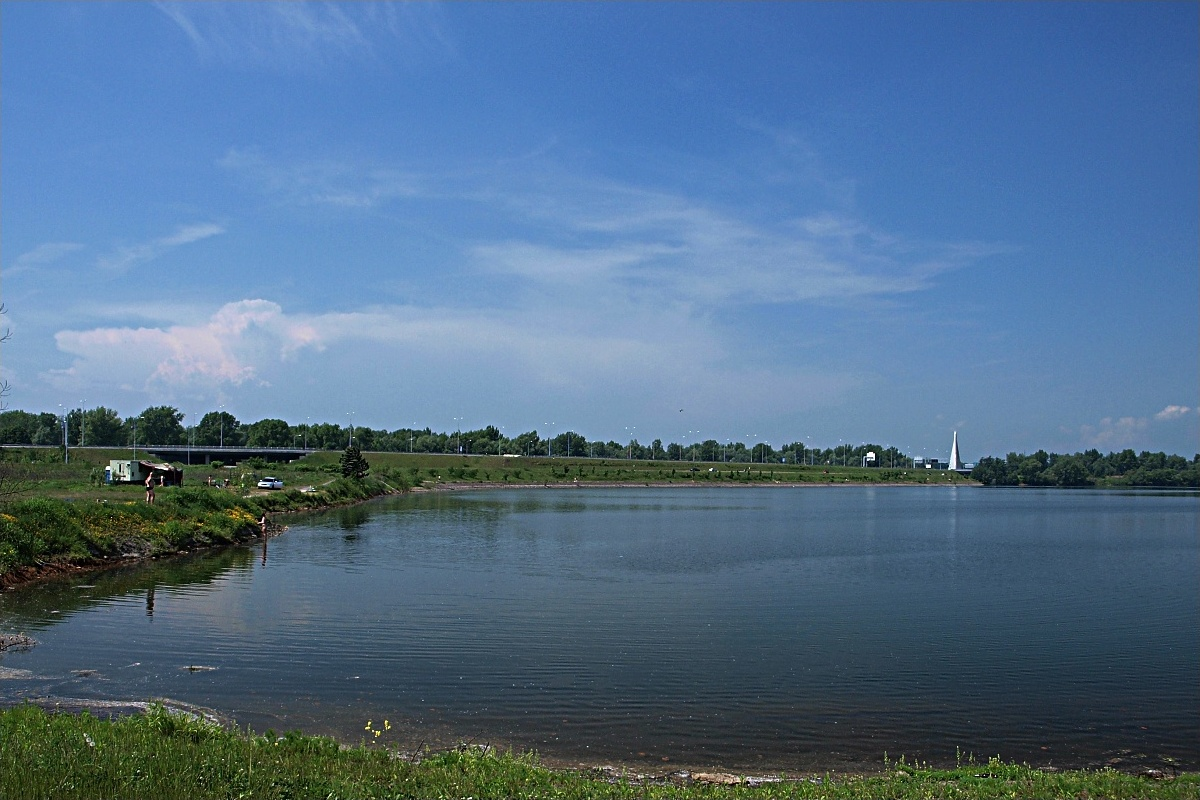
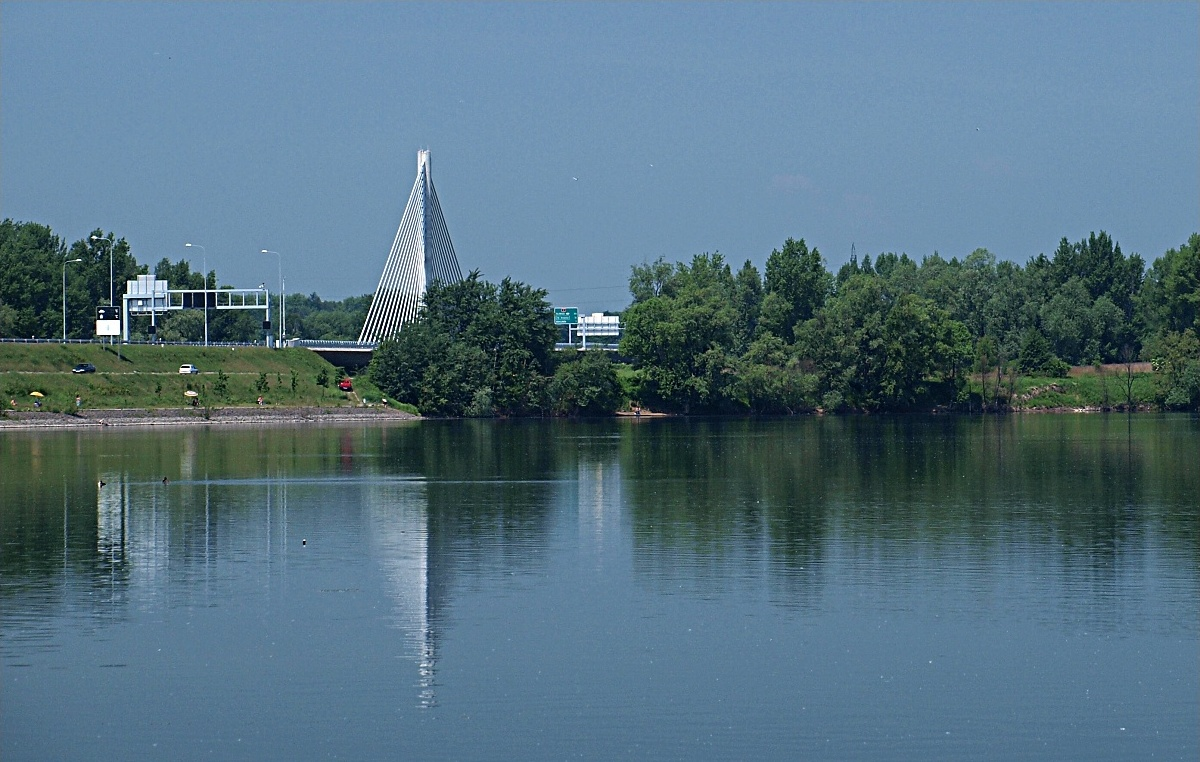
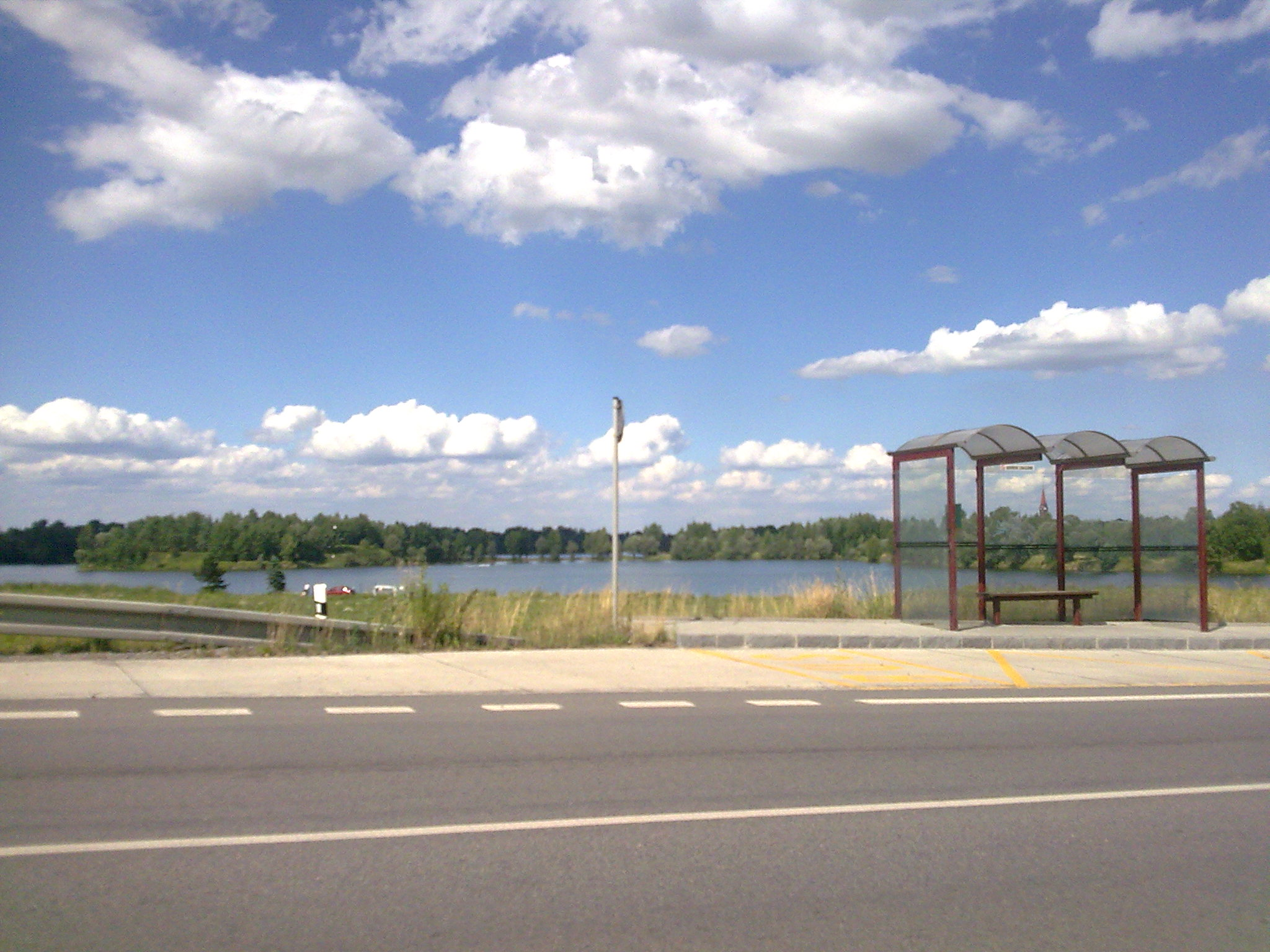
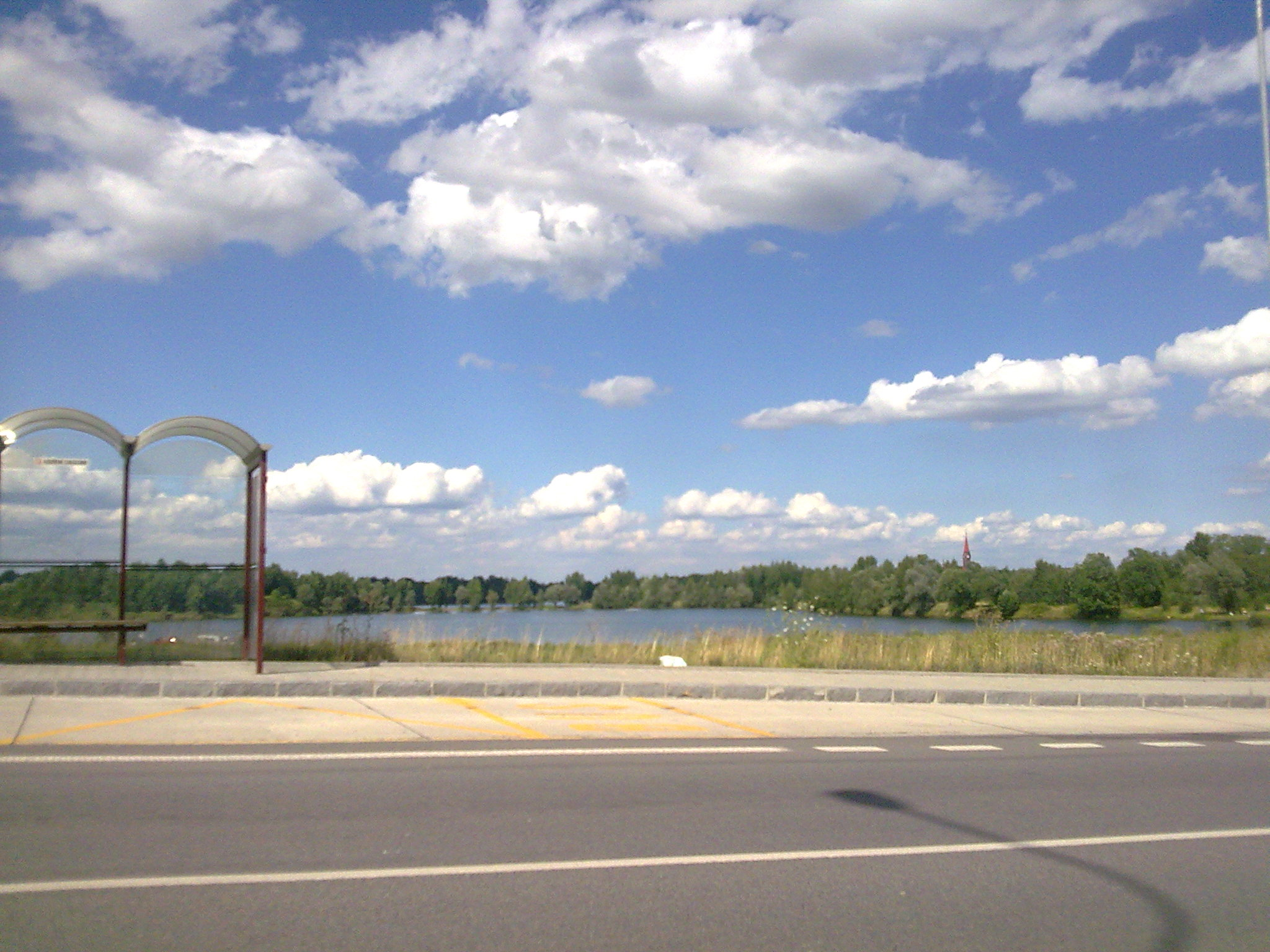